# Patrick Süskind
Patrick Süskind (Ambach na Starnberger See, 26. ožujka 1949.), njemački književnik i scenarist.

## Izvod iz bibliografije

### Romani
- "Golub"
- "Parfem"
- "Priča o gospodinu Sommeru"

### Drame
- "Dupli bas"